# Condecoracions dels Països Baixos

## Ordes de Cavalleria
- Orde Familiar d'Orange – Huisorde van Oranje
- Orde Militar de Guillem - Militaire Willemsorde
- Orde del Lleó Neerlandès – Orde van de Nederlandse Leeuw
- Orde d'Orange-Nassau – Orde van Oranje-Nassau
- Orde de la Corona de Roure (1841-1890) – Orde van de Eikenkroon (1841-1890)
- Orde Familiar del Lleó Daurat de Nassau – Huisorde van de Gouden Leeuw van Nassau
- Orde de Lleialtat i Mèrit – Orde van Trouw en Verdienste
- Orde de la Corona – Kroonorde

## Medalles
- Diamant de Bonjol – Ruit van Bonjol
- Medalla per Coratge i Valentia – Medaille voor Moed en Trouwlint
- Creu per Coratge i Valentia – Kruis voor Moed en Trouw
- Sabre d'Honor - Eresabel
- Creu de la Resistència 1940-1945 – Verzetskruis 1940-1945
- Medalla per les accions Humanitàries – Erepenning voor Menslievend Hulpbetoon
- Medalla d'Honor per Energia i Ingeni – Eremedaille voor Voortvarendheid en Vernuft
- Medalla d'Honor per Arts i Ciència – Eremedaille voor Kunst en Wetenschap
- Lleó de Bronze – Bronzen Leeuw
- Estrella de la Resistència a l'Orient Asiàtic 1942-1945 – Verzetsster Oost-Azië 1942-1945
- Creu de Bronze – Bronzen Kruis
- Creu al Mèrit – Kruis van Verdienste
- Creu de l'Aviador – Vliegerkruis
- Medalla Ruyter – De Ruijtermedaille
- Medalla de les inundacions – Watersnoodmedaille
- Medalla de la Creu Roja – Medaille van het Rode Kruis
- Medalla de Gratitud 1940-1945 - Erkentelijkheidsmedaille 1940-1945
- Medalla del Mèrit del Ministre de Defensa - Ereteken voor Verdienste
- Medalla pel Mèrit Civil - Medaille voor Burgerlijke Verdienste
- Estrella per Lleialtat i Mèrit - Ster voor Trouw en Verdienste

### Medalles de Campanyes
- Medalla de Briel 1813 - Belooningspenning van Den Briel 1813
- Medalla d'Ooltgensplaat 1813 - Belooningspenning van Ooltgensplaat 1813
- Medalla del Bois-Le Duc 1814 - Belooningspenning van 's Hertogenbosch 1814
- Medalla de Breda 1813 - Eerepenning van Breda 1813
- Medalla dels Voluntaris de Dordrecht 1813 - Eerepenning der Dordtsche Vrijwilligers 1813
- Medalla dels Voluntaris de la Haia 1813 - Eerepenning aan de Haagse Vrijwilligers 1813
- Medalla del Setge de Naarden 1814 - Belooningspenning van Naarden 1814
- Medalla d'Amsterdam 1815 - Belooningspenning van Amsterdam 1815
- Medalla de Brussel·les 1815 - Belooningspenning van Brussel 1815
- Medalla dels Fusellers Voluntaris de Frísia 1815 - Eeremedaille der Friese Jagers 1815
- Medalla de Gelderland 1815 - Belooningspenning van Gelderland 1815
- Medalla de Rotterdam 1815 - Belooningspenning van Rotterdam 1815
- Medalla dels Estudiants Fusellers Voluntaris d'Utrecht 1815 - Belooningspenning van de Kompagnie Vrijwillige Jagers der Utrechtsche Studenten, 1815
- Creu Commemorativa 1813-1815 - Herdenkingskruis 1813-1815
- Medalla de la Guerra de Java 1825-1830 - Medaille van den Oorlog op Java 1825-1830
- Creu de Metall 1830-1831 - Metalen Kruis 1830-1831
- Creu de Metall pels Voluntaris 1830-1831 - Metalen Kruis Vrijwilligers 1830-1831
- Medalla del Setge d'Anvers 1832 - Antwerpsche Medaille 1832
- Creu per Accions de Guerra Importants - Ereteken voor Belangrijke Krijgsbedrijven
- Medalla d'Aceh 1873-1874 - Atjeh-medaille 1873-1874
- Creu de Lombok 1894 – Lombokkruis 1894
- Creu Commemorativa de la Guerra 1940-1945 – Oorlogsherinneringskruis 1940-1945
- Creu Commemorativa de la Resistència 1940-1945 – Verzetsherdenkingskruis 1940-1945
- Condecoració per Ordre i Pau - Ereteken voor Orde en Vrede
- Creu Commemorativa de Nova Guinea - Nieuw-Guinea Herinneringskruis
- Creu de la Mobilització de Guerra 1939-1945 - Mobilisatie-Oorlogskruis 1939-1945
- Creu per Justícia i Llibertat - Kruis voor Recht en Vrijheid

### Condecoracions de les Missions de les Nacions Unides
- Medalla Commemorativa de les Nacions Unides per Operacions de Manteniment de la Pau (HVN) - Herinneringsmedaille VN-Vredesoperaties (HVN)
- Medalla Commemorativa de les Nacions Unides per Operacions de Manteniment de la Pau (HVN2) - Herinneringsmedaille VN-Vredesoperaties (HVN2)
- Medalla Commemorativa de les Nacions Unides per Operacions de Manteniment de la Pau (HVN3) - Herinneringsmedaille VN-Vredesoperaties (HVN3)
- Medalla Commemorativa de les Nacions Unides per Operacions de Manteniment de la Pau (HVN4) - Herinneringsmedaille VN-Vredesoperaties (HVN4)
- Medalla Commemorativa de les Nacions Unides per Operacions de Manteniment de la Pau (HVN5) - Herinneringsmedaille VN-Vredesoperaties (HVN5)
- Medalla Commemorativa de les Nacions Unides per Operacions de Manteniment de la Pau (HVN6) - Herinneringsmedaille VN-Vredesoperaties (HVN6)
- Medalla Commemorativa de les Operacions Multinacionals de Manteniment de la Pau (HMV) - Herinneringsmedaille Multinationale Vredesoperaties (HMV)

## Enllaç Extern
- Pàgina molt completa (en neerlandès)